# Toner
Pour l’article ayant un titre homophone, voir Tonnerre.
Pour les articles homonymes, voir Toner (homonymie).

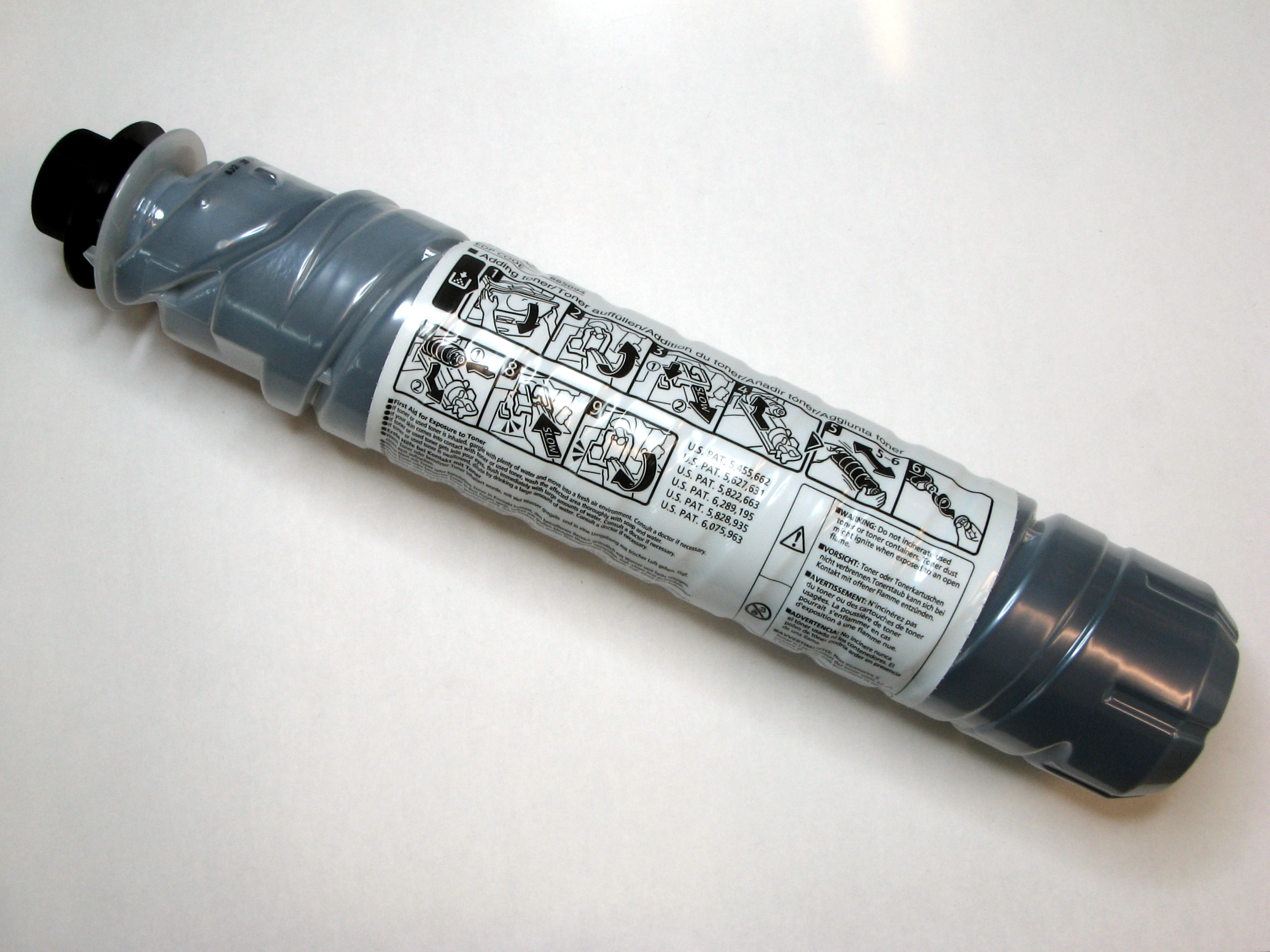
Toner noir dans une cartouche.

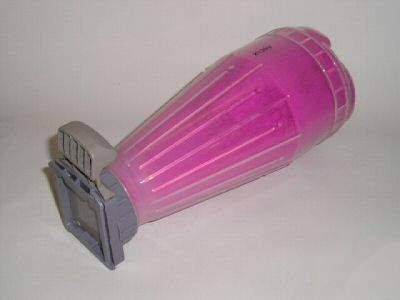
Toner en poudre Magenta.

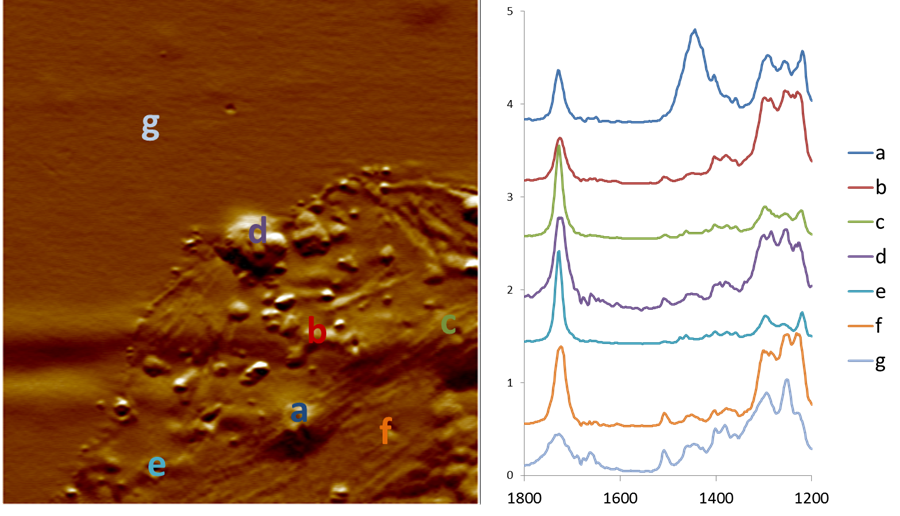
Exemple de nanospectroscopie AFM-IR (de l'anglais atomic force microscope infrared-spectroscopy) montrant une particule d'encre sèche de toner d'imprimante laser, et l'analyse chimique résolue spatialement ; les particules de toner sont typiquement des composites complexes comprenant divers liants et agents de transfert pouvant être révélés par ce type d'analyse.

Le toner est une encre en poudre utilisée dans les imprimantes laser, les imprimantes LED et les photocopieurs pour imprimer du texte et des images sur du papier par électrophotographie. Cette poudre est constituée en majeure partie de particules ultrafines de matière plastique, de résine et de métaux ou métalloïdes.
C'est une poudre dont les grains ont une échelle ultrafine à nanométrique et qui, grâce à sa texture, se comporte presque comme un liquide. Les toners contiennent un nombre croissant de nanomatériaux qui ont amélioré la qualité de l’impression, mais qui sont en partie libérés dans l’air sous forme de déchets nanoparticulaires en quantité dispersée, qui interagissent synergiquement entre eux et avec d’autres co-polluants, pour produire un cocktail jugé, en 2017, préoccupant pour la santé humaine par les scientifiques qui cherchent à évaluer leurs effets toxicologiques.

## Histoire
Le premier toner mis sur le marché était un mélange de poudres de noir de carbone et d'oxyde de fer.
Puis des particules de carbone ont été mélangées à divers polymères et des poudres standardisées de pigments colorés ont été mises au point.
Dans les premières générations de photocopieurs le toner était versé par l'utilisateur dans un réservoir à partir d'une bouteille de poudre, puis des cartouches préfabriquées scellées ont été utilisées, par exemple pour les premières imprimantes laser de Hewlett-Packard LaserJet en 1984.

## Principe technique
À l'aide d'une charge électrique (statique), le toner en poudre contenant des particules magnétisables peut être polarisé pour être transféré d'un média à un autre.
Dans la plupart des cas, le toner est transporté par un « rouleau magnétique » pour ensuite aller former une image sur le cylindre photosensible et finalement être déposé sur la feuille de papier. Le toner est ensuite fixé de façon permanente sur la feuille en étant chauffé, à environ 180 degrés Celsius, dans l'unité de fusion. La durabilité de l'impression augmente avec la température et la pression dans l'unité de fusion.

## Couleurs et toners spéciaux
Les toners en poudre mis sur le marché sont majoritairement de couleur noire.
Des pigments de couleur primaire permettent à l'imprimante ou au photocopieur de générer (par mélange et contrôle de l'intensité) différentes couleurs via un procédé de quadrichromie à partir des toners noir, cyan, magenta et jaune. Certaines machines peuvent ajouter du blanc et/ou un vernis par exemple polymérisé par des ultraviolets.
À titre d'exemple, il existe aussi un toner en poudre magnétique dit « MICR » ; il est notamment utilisé pour imprimer les codes apparaissant au bas des chèques. Ces codes pourront alors être lus par un ordinateur équipé d'une tête de lecture appropriée.

## Nettoyage
Les particules de toner sont très fines et dotées de propriétés électrostatiques qui rendent leur nettoyage difficile en cas de déversement accidentel.
Elles peuvent en outre développer des charges électrostatiques en cas de frottement entre elles ou contre d'autres particules, objets ou l'intérieur des systèmes ou tuyaux d'aspiration.
Pour ces raisons les poudres de toner ne doivent jamais être aspirées avec un aspirateur domestique conventionnel. Une décharge électrostatique des particules chargées peut théoriquement enflammer la poussière dans l'aspirateur ou dans le sac de l'aspirateur et/ou créer une petite explosion si une quantité suffisante de toner est mise en suspension dans l'air. Les particules seront sinon mal filtrées par les sacs filtrants de l'aspirateur domestique et dispersées dans la pièce où elles risquent d'être inhalées. Elles peuvent aussi obstruer le filtre du moteur et provoquer un court-circuit car en raison de leur haute teneur en carbone et fer elles conduisent l'électricité.
Si du toner se répand dans une photocopieuse ou imprimante laser, un aspirateur spécial existe, doté d'un tuyau électriquement conducteur et d'un filtre à haute efficacité.
Le toner non chargé est facilement nettoyé de la plupart des vêtements lavables à l'eau, mais le toner étant une poudre de cire synthétique ou de plastique à basse température de fusion tout le lavage doit se faire à froid (la machine à laver doit être emplie d'eau froide avant d'ajouter le vêtement, et un double cycle complet de lavage à froid améliorera les chances de succès). Le premier peut utiliser un détergent pour vaisselle ou le lavage des mains, et le second une lessive ordinaire. Le toner résiduel en suspension dans l'eau de rinçage du premier cycle colore le vêtement qui doit être relavé. Un séchoir à linge ou un fer à repasser ne doivent pas être utilisés tant que tout le toner n'a pas été retiré, sinon le colorant serait fixé dans le tissu.

## Composition, teneur en métaux
L'observation du toner en poudre au microscope électronique montre des particules carbonées de 2 à 12 µm de diamètre, arrondies à légèrement allongées (forme évoquant visuellement souvent des pommes de terre dont la surface serait légèrement rugueuse et incrustées de minuscules grains arrondis et de taille nanométrique).
La composition des poudres de toner varient selon les marques et les produits. Par exemple, selon leurs producteurs en 2011, les poudres Kyocera TK-16H et Kyocera TK-17 vendues pour les imprimantes laser du commerce étaient constituées de copolymères styrène-acrylate (50-60 % en poids), de magnétite (30-40 % en poids), de dioxyde de titane (1-5 % en poids), de silice (1-5 % en poids) et d'antimoine (<1 % en poids). La première contenait en outre une cire synthétique de polypropylène (numéro CAS 9003-07-0) et de l'alumine (Al2O3). Toujours à titre d'exemple, la poudre Hewlett-Packard « LaserJet C4092A » vendue à la même époque pour le même usage était, elle, présentée comme étant un copolymère de styrène-acrylate (40-50 % en poids) et de magnétite (40-50 % en poids).
Les analyses de poudres de toner pures et d'extraits solubles faites en laboratoire ont révélé un grand nombre de HAP (dont par exemple et principalement en 2013 du naphtalène, de l'acénaphtylène et du phénanthrène ou d'autres aromatiques HAP mais à plus faibles doses. Ces analyses montraient aussi du carbone et de la silice, ainsi que des métaux présents en forte proportion dans l'encre (fer et zinc), et d'autres métaux et métalloïdes à plus faible dose, mais beaucoup plus toxiques et écotoxiques (arsenic, plomb, antimoine, nickel, cadmium, etc.). De très faibles quantités de rutile (polymorphe TiO2 tétragonal), de cristobalite (polymorphe SiO2 tétragonal) et parfois de pérovskite (CaTiO3) ont aussi été signalées, à partir par des analyses chimiques. Des études plus récentes citent des nanoparticules de fer, titane, silice, cuivre, manganèse, aluminium, étain ; presque toujours sous forme d’oxydes destinés à améliorer la qualité de l'impression,,.

## Toxicité, écotoxicité et risques sanitaires
Longtemps, très peu de données ont été disponibles sur l'écotoxicité du développeur de toner d'imprimantes et de toners. Faute de données fournies par les fabricants, les effets indésirables des poudres de toner sur les humains étaient alors considérées comme négligeables.
Il a cependant été rapidement montré que toutes les poudres de toner contiennent « des quantités considérables de pigments de noir de carbone et de magnétite (Fe3O4) ainsi que de petites quantités d'hydrocarbures aromatiques polycycliques (HAP) ». Quelques alertes médicales ont été faites dans les années 1990 par exemple concernant le risque de sidéro-silicose, ou de pneumonie granulomateuse avec adénopathie médiastinale).
Aux échelles nanométriques, les composants des toners ont des propriétés physico-chimiques, bioactives et morphologiques inhabituelles, ce qui modifie leurs propriétés toxicologiques.
En 2002, Furukawa et al. montrent que les macrophages alvéolaires sont négativement affectés par une exposition aux particules du toner.
Des protocoles d'évaluation environnementale (ou plus exactement toxicologique ont été mis en place (2000-2004), puis en 2006 parait une première étude d’intérêt épidémiologique (étude transversale basée sur une cohorte de 600 travailleurs masculins manipulant du toner, associés à 212 sujets témoins, et portant sur les liens possibles entre le risque de développer une fibrose pulmonaire et le fait d’avoir été exposé professionnellement à la poussière de toner) ; suivie d'études montrant que des nanoparticules de carbone pénétraient l’organisme humain, notamment retrouvées près de mésothélium et qui commencent à suggérer et confirmer des effets négatifs importants sur la santé (en cas d'inhalation de poudre de toner, qu'il s’agisse de poudre noire ou de pigments colorés). Cette toxicité varie très probablement beaucoup selon le mode de contamination (transcutanée, ingestion, inhalation) et la taille, la forme, la charge électrique et la composition des poudres en cause).
En 2011, une évaluation du potentiel génotoxique de la poudre noire a été faite in vitro (via le test des comètes et le test des micronoyaux) ; elle a mis en évidence des lésions de l'ADN et a conclu non pas à une cytotoxicité des échantillons de toner étudiés, mais à leur génotoxicité. Dans ce cas les dommages à l'ADN et l'apparition d'anomalies nucléaires (micronoyaux) étaient constatés (de manière variable selon le type de poudre) dès 80 à 400 lg cm2[Quoi ?], bien que la viabilité cellulaire n'était pas affectée à ces doses. La caractérisation physique et chimique des poudres a conduit les auteurs à conclure que les métaux et les métalloïdes et/ou les HAP présents dans ces poudres étaient responsables de ces effets génotoxiques. Ils ont suggéré des études complémentaires (in vivo) pour confirmer ou infirmer la pertinence de ces observations in vitro, tant pour l'exposition privée que professionnelle aux poudres de toner. D’autres études ont confirmé la génotoxicité des particules des toners, seules et/ou en synergie avec des co-polluants,.
Selon une information publiée par PC INpact, un tiers des imprimantes testées par l'université de Technologie du Queensland dégagent dans l'air des particules minuscules de résidus d'encre, qui s'infiltrent dans les poumons et provoquent des maladies pulmonaires, des irritations entraînant des troubles chroniques. Les auteurs comparent même ces dégâts à ceux provoqués par la fumée de cigarette.
La poudre de pigment persiste en suspension dans l'air durant un certain temps avec alors des effets sur la santé jugés comparables à ceux d'une poussière fine inerte. Elle est irritante pour les personnes souffrant de problèmes respiratoires tels qu'asthme ou bronchite. Des recherches faites à l'université de Technologie du Queensland ont montré que certaines imprimantes laser émettent des particules submicrométriques connues par d'autres études environnementales comme contribuant à des maladies respiratoires. Des chercheurs de l'Université de Rostock ont aussi montré que les particules microscopiques du toner sont cancérigènes (comme pour l'amiante). Les personnes travaillant quotidiennement à proximité d'imprimantes et de copieurs présentent après plusieurs années des risques accrus de problèmes pulmonaires, confirmant des recherches antérieures publiées en 2006.
Après des études faites dans les années 1970 sur les bactéries du pyrrole (contaminant créé lors de la fabrication du noir de carbone utilisé dans le toner noir), les procédés de fabrication ont été modifiés pour éliminer ce pyrrole du produit fini). Tomonaga et al. (2017) ont montré que chez le rat Wistar utilisé comme modèle animal, une exposition importante (16 mg/m3 d’air) et longue (durant 6 mois, 12 mois et 22,5 mois) à un toner avec des additifs externes cause une inflammation et éventuellement une fibrose pulmonaire, un stress oxydatif et les changements histopathologiques dans le poumon. Une augmentation persistante de 8-OHdG en cas d’exposition forte et chronique montre une dégradation de l'ADN et un risque de tumorigenèse. Les auteurs de l’étude estiment que les toners avec des additifs externes peuvent avoir une faible toxicité pulmonaire.
Et une étude récente (2017) faite au Japon sur une cohorte de 260 employés masculins d'une société japonaise de photocopieurs, d'imprimantes et de production de toner a conclu à un risque « extrêmement faible » pour ces employés de développer une maladie respiratoire en raison de leur activité. Selon les auteurs, depuis 20 ans, les niveaux moyens d’empoussièrement de l’environnement professionnel de ces employés a diminué, et il est bien en dessous des normes admissibles de l'ACGIH.
Par contre en 2017, Chalbot et al. estiment que des effets synergiques entre nanoparticules d’encre et d’autres composés relargués par les imprimantes ou photocopieurs sont probables. Le toner est devenu un aérosol complexe qu’il faut évaluer (en termes de risques) en tenant compte des « copolluants gazeux » qui sont inhalés avec lui (en particulier les oxydes métalliques contenus dans les toners peuvent jouer un rôle de catalyseurs compliquant l’étude de leurs effets toxicologiques). Une partie des nanomatériaux manufacturés contenus dans les toners est « aéroportée » lors de l'impression. Des preuves toxicologiques continuent de grandir à propos de la « bioactivité de ces particules relarguées dans l’air par les imprimantes ou photocopieuses, qui en réagissant avec des copolluants voient leur poids moléculaire augmenter, ainsi que leur potentiel de toxicité (Cancérogénicité, mutagénicité) « ce qui soulève des préoccupations pour la santé humaine ».
En 2017, selon Pirela et al., « il existe des preuves convaincantes que les particules PM0.1 issues des machines utilisant des toners sont biologiquement actives et capables d'induire un stress oxydatif in vitro et in vivo, une inflammation des voies respiratoires in vivo (chez le rat) et chez l'homme, plusieurs paramètres de lésions cellulaires dans les monocultures et co-cultures, dont des modifications épigénétiques modérées in vitro ». L’épidémiologie a mis en évidence une prévalence accrue de toux chronique, de respiration sifflante, nez bouché ou expectorations excessives, de difficultés respiratoires et essoufflement ; deux à trois fois plus fréquents chez les opérateurs de photocopieurs que chez les témoins et parfois aggravés par une exposition chronique pour des individus sensibles aux polluants inhalés (des troubles respiratoires, immunologiques, cardiovasculaires et autres sont alors possibles) ; pourtant le mécanisme d'action de ces nanoparticules n’est pas encore bien compris notamment selon Pirela parce que les études ont souvent porté sur quelques paramètres plutôt que sur l’exposition « réelle ».
Cette même année 2017, une étude a rendu ses conclusions sur la part éventuelle d’effets psychologiques ou cognitifs dans le ressenti d’effets négatifs dans un environnement exposant à des émissions issues d’imprimantes ou photocopieuses. Les auteurs ont conclu que ces effets sont faibles et que les différences observées correspondent à des différences d’exposition.

## Taux de production d’aérosols composés de micro ou nanopolluants
L’émission d'aérosol ultrafins ( <100 nm) par les imprimantes laser et photocopieuses varie non seulement selon la marque et le modèle, mais également beaucoup selon leurs paramètres de fonctionnement : outre la vitesse d’impression, le type de processus, le nombre de pages imprimées, le taux de couverture de chaque page et le mode d'impression influent aussi considérablement sur les émissions de particules ultrafines, indépendamment du modèle de toner ou de cartouche, ce qui laisse penser que les émissions pourraient être diminuées par une amélioration technique des conditions de fonctionnement.

## Réglementation, certifications
Depuis 2011, au Canada, EcoLogo qui est une marque officielle du gouvernement du Canada, utilisée sous licence d’Environnement Canada, inclut le toner comme étant conforme à l'environnement. « L’ajout des cartouches d’encre en poudre d’origine élargit considérablement le potentiel pour un leadership en matière d’environnement en ce qui concerne ce genre de produits, étant donné qu’initialement, nos normes se concentraient uniquement sur les produits remis à neuf », a déclaré Angela Griffiths, directrice générale du programme EcoLogo. « Cet élargissement constitue un important pas en avant afin d’aider à reconnaître les progrès faits par les fabricants de technologie verte, les nouvelles cartouches en poudre s’avèrent un meilleur choix pour l’environnement ».